# Polaris Entertainment
Polaris Entertainment (hangeul: 폴라리스 엔터테인먼트) (nom juridique: Ilkwang Polaris, Ltd. (hangeul: (주)일광폴라리스)) est un label discographique sud-coréen fondé en 2006 par Lee Jong-myung. Il est une filiale d'Ilkwang Group,,,, un chaebol dont le business principal est le commerce d'armes,,,,,.

## Artistes actuels

### Solistes
- Kim Wan-sun[7]
- Ivy[8]
- Han Hee-jun[9]
- Sunye[10]

### Groupes
- Loona[11],[note 1]
- Tripleme[12]

### Acteurs
- Choi Moo-sung
- Chung Jae-eun
- Jae Hee
- Jeong Ho-bin
- Ji Dae-han
- Jung Jae-eun
- Jung Joon
- Lee Eun-woo
- Lee Kyun
- Kim Joon-bae
- Kim Bo-jung
- Kim Se-ah
- Kim Tae-han
- Oh Yoon-ah
- Park Jung-chul
- Ryu Hwa-young
- Shin Min-cheol
- Sunwoo
- Sunwoo Jae-duk
- Yang Dong-geun[13],[note 2]

## Anciens artistes
- Chae Dong-ha
- Choi Jung-won
- Clara Lee (2006–2014)
- Dia (2010–2012)
- Hwang Ji-hyun
- Iron (2015)
- Kim Tae-woo (2006–2011)
- Kim Bum-soo (2008–2018)[14]
- Ladies' Code (2013-2020)[15]
  - EunB (2013–2014)[note 3]
  - RiSe (2013–2014)[note 4]
  - Ashley (2013-2020)
  - Sojung (2013-2020)
  - Zuny (2013-2020)
- Rumble Fish